# Bjørn Eidsvåg

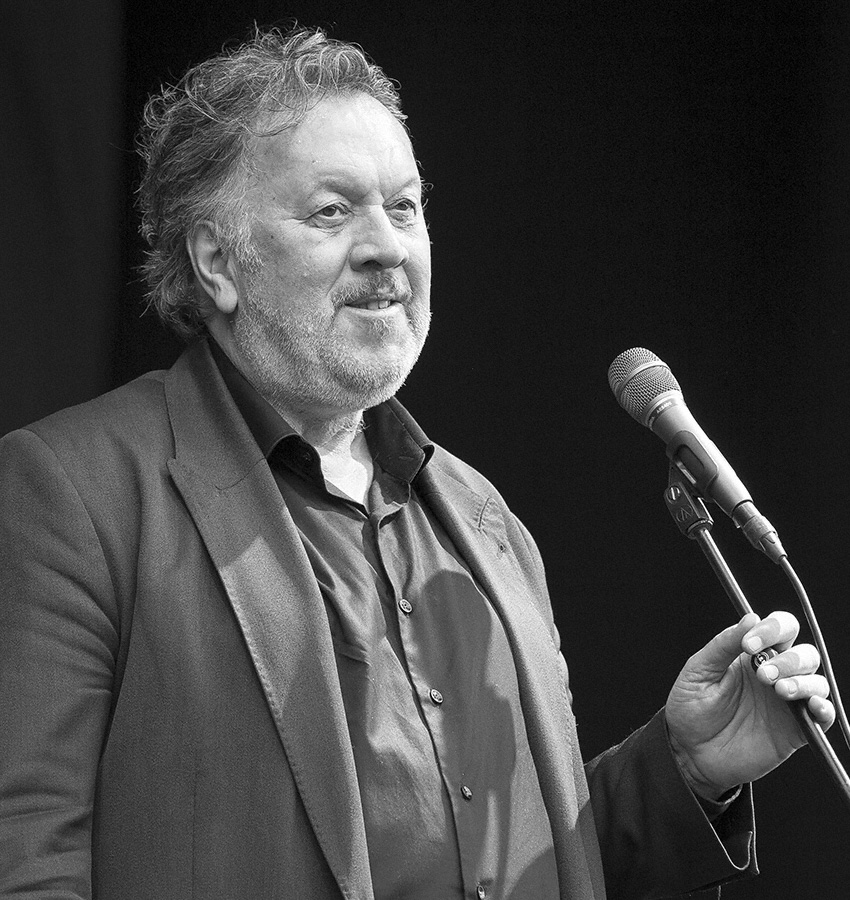
Bjørn Eidsvåg (2016)

Bjørn Eidsvåg,  (geboren 1954 in Sauda),  is een Noorse musicus en componist. Sinds zijn debuut  in 1976 heeft hij meer dan 20 cd's uitgebracht. Veel van die cd's bereikten de eerste plaats in de Noorse hitlijsten. Zijn muziek is een mengvorm van luisterliedjes, ballades en rock. Zijn teksten zijn vaak maatschappijkritisch en verraden soms dat hij is opgeleid als theoloog.
Begin 2023 deed Eidsvåg mee aan het tv-programma Hver gang vi møtes, de Noorse variant van Beste Zangers.
- Bibsys: 90547148
- Gemeinsame Normdatei: 13732961X
- International Standard Name Identifier: 0000 0000 5854 9048
- Library of Congress Control Number: no98015732
- Nationale Bibliotheek van Letland: 000100488
- MusicBrainz: 1e018877-f6d2-4487-8eb6-659fb389ada3
- Virtual International Authority File: 81535188
- WorldCat: E39PBJbtrwyvdYW6kKjHQ8wt8C